# Club Deportivo Aspirante
El Club Deportivo Aspirante, o simplemente Aspirante es un club de fútbol profesional salvadoreño con sede en Jucuapa, Usulután, El Salvador.

## Historia
Aspirante fue formado el 18 de mayo de 1958 por Rafael Gálvez en la ciudad de Jucuapa. En 2001 consiguieron el ascenso a la segunda división del fútbol salvadoreño. Con el sueño de subir a Primera División, Aspirante es de los equipos más representativos de segunda división con más historia con más tiempo en segunda división profesional. Su mayor logro fue no haber ascendido a la Primera División salvadoreña después de una derrota por 2-1 ante Chalatenango en 2003. Antes del torneo, Aspirante creó una nueva administración, el Sr. Manuel Turcios fue nombrado nuevo Presidente del Club. Uno de los primeros pasos del Sr. Turcio fue contratar a un nuevo entrenador, el profesor Mario Martínez. Después de aceptar los términos de su contrato, Martínez comenzó a reclutar jugadores en el distrito para formar la base del equipo que estaría tan cerca de lograr el ascenso. Sin embargo, debido a los malos resultados y al trato con la afición local, Martínez entregó su dimisión y, a pesar del revés, el club se quedaría sin ascenso. Después del éxito, el club se ha mantenido principalmente en la tabla media y no ha logrado alcanzar la altura que una vez alcanzó.

## Entrenadores
| - Miguel Aguilar Obando (2000) - Mauro Abel Parada (2001) - Mario Martínez (2002) - Manuel de la Paz Palacios (2002 – 2003) - Eraldo Correia (2003) - Oscar Emigdio Benítez (2003) - Víctor "El Toba" Girón - Luis Marines - Esteban Melara - Carlos Mario Joya (2011 – 2012) - Efraín Núñez (2012) | - Carlos Romero (2012 – 2013) - Joaquín Pérez (2013 – 2014) - Carlos Mario Joya (2014 – 2015) - Carlos Romero (2015) - Miguel Aguilar Obando (junio de 2015 – agosto de 2015) - Mauro Abel Parada (agosto de 2015 - julio de 2016) - Joaquín Pérez (julio de 2016 - junio de 2017) - Víctor Giron (julio de 2017 - septiembre de 2017) - Eduardo Santana (octubre de 2017 - febrero de 2018) - Oscar David Ramírez (julio de 2018-septiembre de 2018) - José Mario Martínez (septiembre de 2018-julio de 2019) - Willian Chevez (julio de 2019-presente) |